# Giovanni Battista Ala
Giovanni Battista Ala (Monza, XVI secolo – forse 1612) è stato un organista e compositore italiano vissuto in Lombardia tra la seconda metà del XVI secolo e i primi anni del XVII secolo. Esercitò come organista presso la Chiesa di Santa Maria dei Servi.

## Biografia
Secondo le varie fonti anagrafiche e bibliografiche, Giovanni Battista Ala nacque a Monza nella seconda metà del XVI secolo. La morte lo colse giovanissimo: all'età di 32 anni, sembra infatti essere deceduto. Secondo Gerber, la data di morte è il 1612; tuttavia, le opere composte dall'autore sono state pubblicate negli anni successivi alla morte (appartengono al lasso di tempo che va dal 1617 al 1634).

## Stile compositivo
Da un'analisi effettuata sulle varie composizioni dell'autore, è emerso che questi componeva seguendo uno stile monodico e concertante, nuovo per l'epoca.

## Opere
- Concerti ecclesiastici ad 1,2,3,4 voci (libri I, II e partitura per organo)
- Madrigali a 2 accomodate per cantare co'l clavicordo, chitarrone & altri strumenti
- Armida abbandonata & l'Amante occulto. Madrigali [a] 4 & Arie a i e 2 voci
- Madrigali a 2, 3 & 4 voci, libro 5 op. 9
- Altre numerose composizioni come madrigali, mottetti ed un Magnificat pubblicati in altre raccolte di autori vari.